# A Lucifer az Újvilágban epizódjainak listája
A Lucifer az Újvilágban egy amerikai misztikus tévésorozat, amelyet a FOX kezdett sugározni az Amerikai Egyesült Államokban 2016. január 25-én. A sorozatot a FOX 2018-ban leállította, de a Netflix átvette és berendelte a 4. évadot. 2019-ben a Netflix berendelte az 5. évadot, amit egyben az legutolsó évadnak tervezett, de végül berendelték a 6. évadot is, ami a legutolsó évad lesz és 10 epizódból fog állni. Magyarországon a sorozatot a Viasat 3 kezdte el sugározni 2016. április 25-én, a 4. évadtól a Netflixen látható feliratosan.

## Évadáttekintés
| Évad | Évad | Epizódok | Epizódok | Eredeti sugárzás     | Eredeti sugárzás     | Eredeti adó          | Magyar sugárzás      | Magyar sugárzás  | Magyar adó |
| Évad | Évad | Epizódok | Epizódok | Évadpremier          | Évadfinálé           | Eredeti adó          | Évadpremier          | Évadfinálé       | Magyar adó |
| ---- | ---- | -------- | -------- | -------------------- | -------------------- | -------------------- | -------------------- | ---------------- | ---------- |
|      | 1.   | 13       | 13       | 2016. január 25.     | 2016. április 25.    |                      | 2016. április 25.    | 2016. július 18. |            |
|      | 2.   | 18       | 18       | 2016. szeptember 19. | 2017. május 29.      | 2017. február 6.     | 2017. július 24.     |                  |            |
|      | 3.   | 26       | 26       | 2017. október 2.     | 2018. május 28.      | 2018. április 3.     | 2018. július 3.      |                  |            |
|      | 4.   | 10       | 10       | 2019. május 8.       | 2019. május 8.       |                      | 2019. május 8.       | 2019. május 8.   |            |
|      | 5.   | 16       | 8        | 2020. augusztus 21.  | 2020. augusztus 21.  | 2020. augusztus 21.  | 2020. augusztus 21.  |                  |            |
|      | 5.   | 16       | 8        | 2021. május 28.      | 2021. május 28.      | 2021. május 28.      | 2021. május 28.      |                  |            |
|      | 6.   | 10       | 10       | 2021. szeptember 10. | 2021. szeptember 10. | 2021. szeptember 10. | 2021. szeptember 10. |                  |            |

## Epizódok

### 1. évad (2016)
| Sor. | Év. | Cím                                                 | Rendező           | Író                           | Premier                            | Nézettség   |
| --- | --- | --------------------------------------------------- | ----------------- | ----------------------------- | ---------------------------------- | ----------- |
| 1. | 1.  | Az ördög sohasem alszik (Pilot)                     | Len Wiseman       | Tom Kapinos                   | 2016. január 25. 2016. április 25. | 7,16 millió |
| Egy régi barát erőszakos halálát követően az ellenállhatatlan Lucifer bosszút esküszik, és váratlan szövetségesre lel.                                               |     |                                                     |                   |                               |                                    |             |
| 2. | 2.  | Lucifer, ül. Jó ördög. (Lucifer, Stay. Good Devil.) | Nathan Hope       | Joe Henderson                 | 2016. február 1. 2016. május 2.    | 6,00 millió |
| Lucifer tudja, hogy majd egyszer vissza kell térnie a pokolba, de előbb utánajár, mi köze volt a túlbuzgó paparazzónak egy fiatalember halálához.                    |     |                                                     |                   |                               |                                    |             |
| 3. | 3.  | A trónbitorló (The Would-Be Prince of Darkness)     | Louis Milito      | Jason Ning és Jenn Kao        | 2016. február 8. 2016. május 9.    | 5,47 millió |
| A sztárság szélén álló futballirányító szörnyű helyzetbe kerül, és Lucifert hívja segítségül, hogy segítsen bebizonyítani ártatlanságát.                             |     |                                                     |                   |                               |                                    |             |
| 4. | 4.  | Férfias játékok (Manly Whatnots)                    | Matt Earl Beesley | Ildy Modrovich                | 2016. február 15. 2016. május 16.  | 5,13 millió |
| Lucifer próbálja elcsábítani Chloét, de ő más, mint a többiek, Lucifer bűvereje nem hat rá. Miközben Amenadiel megosztja Luciferről alkotott fenntartásait Maze-zel. |     |                                                     |                   |                               |                                    |             |
| 5. | 5.  | Halálos tett (Sweet Kicks)                          | Tim Matheson      | Sheri Elwood                  | 2016. február 22. 2016. május 23.  | 4,86 millió |
| Lucifer megismeri a divatvilág árnyoldalát. Amenadiel új információkkal felvértezve tervet eszel ki, hogyan juttassa vissza Lucifert a pokolba.                      |     |                                                     |                   |                               |                                    |             |
| 6. | 6.  | Isten kedvenc angyala (Favorite Son)                | David Paymer      | Jason Ning                    | 2016. február 29. 2016. május 30.  | 3,91 millió |
| Amikor egy személyes tárgyát ellopják, Lucifer megpróbálja kinyomozni, ki lehet a tettes. Eközben dr. Linda végzetes döntést hoz.                                    |     |                                                     |                   |                               |                                    |             |
| 7. | 7.  | Szárnysegéd (Wingman)                               | Eriq La Salle     | Alex Katsnelson               | 2016. március 7. 2016. június 6.   | 4,24 millió |
| Lucifer elrabolt értékei nyomába ered, és váratlan helyről kap segítséget a kereséshez. Chloe Dan segítségét kéri a Palmetto-ügyben.                                 |     |                                                     |                   |                               |                                    |             |
| 8. | 8.  | Hátba szúrás (Et Tu, Doctor?)                       | Eagle Egilsson    | Jenn Kao                      | 2016. március 14. 2016. június 13. | 3,86 millió |
| Lucifer ,,újjászületését" ünnepli, majd összefog Chloéval és dr. Lindával, hogy kinyomozzák egy viták középpontjában álló terapeuta meggyilkolását.                  |     |                                                     |                   |                               |                                    |             |
| 9. | 9.  | A pap bemegy a kocsmába (A Priest Walks into a Bar) | David Frazee      | Chris Rafferty                | 2016. március 21. 2016. június 20. | 3,82 millió |
| Egy pap arra gyanakszik, hogy kábítószer-kereskedelem zajlik egy ifjúsági központban, ezért segítséget kér Lucifertől. Amenadiel és Malcolm őszintén elbeszélgetnek. |     |                                                     |                   |                               |                                    |             |
| 10. | 10. | Papa (Pops)                                         | Tara Nicole Weyr  | Alex Katsnelson és Mike Costa | 2016. március 28. 2016. június 27. | 3,76 millió |
| Amikor az ismert szakácsot megmérgezik, Chloe és Lucifer rajtaütnek egy gyanúsítotton. Lucifer rájön, hogy Chloe családja talán még a sajátjánál is őrültebb.        |     |                                                     |                   |                               |                                    |             |
| 11. | 11. | Szent Lucifer (St. Lucifer)                         | Mairzee Almas     | Alex Katsnelson és Mike Costa | 2016. április 11. 2016. július 4.  | 3,44 millió |
| Lucifer önmagát is meglepi, amikor rádöbben, hogy imád jótékonykodni. Dan figyelmeztetést próbál küldeni. Chloe egy filantróp gyilkosa után nyomoz.                  |     |                                                     |                   |                               |                                    |             |
| 12. | 12. | Hajrá Lucifer (Team Lucifer)                        | Greg Beeman       | Ildy Modrovich                | 2016. április 18. 2016. július 11. | 3,81 millió |
| A gyilkos pentagram formájában hagyta hátra áldozata testét: Chloe és az egyre nyugtalanabb Lucifer bejárja a város összes szennyes zugát.                           |     |                                                     |                   |                               |                                    |             |
| 13. | 13. | Vissza a pokolba (Take Me Back to Hell)             | Nathan Hope       | Joe Henderson                 | 2016. április 25. 2016. július 18. | 3,89 millió |
| A gyilkossággal vádolt Lucifer Chloe segítségével igyekszik tisztára mosni a nevét. Amenadiel megvív egy halálos ellenséggel. Lucifer szívességet kér.               |     |                                                     |                   |                               |                                    |             |

### 2. évad (2016-2017)
| Sor. | Év. | Cím                                                                                       | Rendező          | Író                             | Premier                               | Nézettség   |
| --- | --- | ----------------------------------------------------------------------------------------- | ---------------- | ------------------------------- | ------------------------------------- | ----------- |
| 14. | 1.  | Végül minden jól alakul (Everything's Coming Up Lucifer)                                  | Nathan Hope      | Joe Henderson                   | 2016. szeptember 19. 2017. február 6. | 4,36 millió |
| Miközben Chloe egy dublőr gyilkosságában nyomoz, egyszer és mindenkorra megpróbálja feltárni Lucifer múltjának titkát.                                                  |     |                                                                                           |                  |                                 |                                       |             |
| 15. | 2.  | A hazug embert hamarabb utolérik, mint a sánta luvnyát (Liar, Liar, Slutty Dress on Fire) | Louis Milito     | Ildy Modrovich                  | 2016. október 3. 2017. február 13.    | 3,67 millió |
| Lucifer gyanakszik, hogy nemrég érkezett édesanyja áll egy kegyetlen bűncselekmény mögött. Lucifer többet tud meg pokoli múltjáról.                                     |     |                                                                                           |                  |                                 |                                       |             |
| 16. | 3.  | Bűnfaló (Sin-Eater)                                                                       | Mairzee Almas    | Alex Katsnelson                 | 2016. október 10. 2017. február 20.   | 3,67 millió |
| Lucifer, Chloe és Dan egy online videómegosztó oldalhoz kapcsolódó gyilkosság után nyomoz. Lucifer később elhatározásra jut édesanyja büntetését illetően.              |     |                                                                                           |                  |                                 |                                       |             |
| 17. | 4.  | Női szerepek (Lady Parts)                                                                 | Ben Bray         | Sheri Elwood                    | 2016. október 17. 2017. február 27.   | 3,63 millió |
| Egy furcsa jel egy lehetséges gyilkosra irányítja Chloe figyelmét. Elszabadulnak az indulatok a lányok csajos estéjén. Amenadiel aggódik, hogy kezd gyengülni az ereje. |     |                                                                                           |                  |                                 |                                       |             |
| 18. | 5.  | Fegyverbe! (The Weaponizer)                                                               | Karen Gaviola    | Jason Ning                      | 2016. október 24. 2017. március 6.    | 3,55 millió |
| Autóbalesete után Chloe újra munkába áll, és egy híres akcióhős meggyilkolásának ügyében kezd vizsgálódni. Lucifer testvére, Uriel, üzenetet hoz az alvilágból.         |     |                                                                                           |                  |                                 |                                       |             |
| 19. | 6.  | Szörnyeteg (Monster)                                                                      | Eagle Egilsson   | Chris Rafferty                  | 2016. október 31. 2017. március 13.   | 3,42 millió |
| Egy zombi témájú esküvő halálos fordulatot vesz. Maze elviszi Trixie-t halloweeni csokigyűjtésre. Lucifer felkavaró dolgokat oszt meg Dr. Lindával.                     |     |                                                                                           |                  |                                 |                                       |             |
| 20. | 7.  | Kis-manó (My Little Monkey)                                                               | Tara Nicole Weyr | Jenn Kao                        | 2016. november 7. 2017. március 20.   | 3,52 millió |
| Chloe megtudja, hogy az apja meggyilkolásáért elítélt férfit ideiglenesen kiengedik a börtönből. Maze keresi a valódi küldetését.                                       |     |                                                                                           |                  |                                 |                                       |             |
| 21. | 8.  | Kés, villa, olló - gyerek kezébe nem való! (Trip to Stabby Town)                          | Nathan Hope      | Jeff Lieber                     | 2016. november 14. 2017. március 27.  | 3,87 millió |
| Amikor egy nőt leszúrnak, Chloe és Lucifer egy szektához hasonló jógacsoport után kezd el nyomozni. Eközben Dr. Linda és kedvenc betege újra egymásra talál.            |     |                                                                                           |                  |                                 |                                       |             |
| 22. | 9.  | Otthontalanul (Homewrecker)                                                               | Greg Beeman      | Mike Costa                      | 2016. november 21. 2017. április 3.   | 3,63 millió |
| Miközben Chloe, Dan és Lucifer egy ingatlanmogul gyilkosa után nyomoznak, Charlotte kieszel egy tervet, amellyel a Föld elhagyására kényszerítheti Lucifert.            |     |                                                                                           |                  |                                 |                                       |             |
| 23. | 10. | Quid prosti quo (Quid Pro Ho)                                                             | Nathan Hope      | Ildy Modrovich és Julia Fontana | 2016. november 28. 2017. április 10.  | 4,09 millió |
| Amenadiel megpróbálja észhez téríteni az anyját. Chloe aggasztó híreket kap egy üggyel kapcsolatban. Lucifer elfogadja a tanúk padját.                                  |     |                                                                                           |                  |                                 |                                       |             |
| 24. | 11. | Légikísérői beavatkozás (Stewardess Interruptus)                                          | Greg Beeman      | Sheri Elwood                    | 2017. január 16. 2017. május 29.      | 3,97 millió |
| Lucifer megtudja, hogy ő az egyetlen nyilvánvaló kapcsolódási pont két meggyilkolt áldozat között Dr. Linda tanácsot ad Maze-nek. Chloe meglepő dolgot tesz.            |     |                                                                                           |                  |                                 |                                       |             |
| 25. | 12. | Van mit fogni rajta (Love Handles)                                                        | Karen Gaviola    | Alex Katsnelson                 | 2017. január 23. 2017. június 12.     | 4,17 millió |
| Lucifer és Chloe egy egyetemista hirtelen halála miatt nyomoznak, és kiderül, hogy méreg állhat a háttérben. Eközben alakuló kapcsolatuk is okoz némi fennakadást.      |     |                                                                                           |                  |                                 |                                       |             |
| 26. | 13. | Drágább, mint az életed (A Good Day to Die)                                               | Alrick Riley     | Joe Henderson és Chris Rafferty | 2017. január 30. 2017. június 19.     | 4,19 millió |
| Lucifer megfogadja, hogy mindenáron megszerzi az ellenszert, amellyel megmentheti Chloe életét. Később Lucifer és az anyja tiszta vizet öntenek a pohárba.              |     |                                                                                           |                  |                                 |                                       |             |
| 27. | 14. | Candy Morningstar (Candy Morningstar)                                                     | Claudia Yarmy    | Jenn Kao                        | 2017. május 1. 2017. június 26.       | 3,41 millió |
| Két hét távollét után Lucifer visszatér Los Angelesbe, de nincs egyedül. Később Chloe színészi képességeit fitogtatja.                                                  |     |                                                                                           |                  |                                 |                                       |             |
| 28. | 15. | Átkozott kis parazita (Deceptive Little Parasite)                                         | Brad Tanenbaum   | Mike Costa és Julia Fontana     | 2017. május 8. 2017. július 3.        | 3,25 millió |
| Lucifer rájön, hogyan tudja ismét lángra lobbantani Azrael tőrét. Chloe és Dan egy általános iskolai titkár halála ügyében nyomoz.                                      |     |                                                                                           |                  |                                 |                                       |             |
| 29. | 16. | Isten Johnson (God Johnson)                                                               | Sherwin Shilati  | Jason Ning                      | 2017. május 15. 2017. július 10.      | 3,05 millió |
| Lucifer beépül egy elmegyógyintézetbe, hogy elkapjon egy gyilkost, de olyan férfival találja szemben magát, akinek az ereje az övével vetekszik.                        |     |                                                                                           |                  |                                 |                                       |             |
| 30. | 17. | A rokonszenves istennő (Sympathy for the Goddess)                                         | Louis Milito     | Joe Henderson                   | 2017. május 22. 2017. július 17.      | 3,03 millió |
| Megkérdőjelezik Dr. Linda erkölcsét. Lucifert leteremtik, majd a férfi fájdalmas felfedezést tesz. Amenadiel és Dan közös pontot találnak.                              |     |                                                                                           |                  |                                 |                                       |             |
| 31. | 18. | A ravasz, az agy és a két füstölgő hulla (The Good, the Bad, and the Crispy)              | Karen Gaviola    | Ildy Modrovich                  | 2017. május 29. 2017. július 24.      | 3,31 millió |
| Amenadiel állást foglal. Lucifer anyja megoszt egy titkot. Dr. Linda improvizál. Lucifer azt fontolgatja, hogy megnyílik Chloenak.                                      |     |                                                                                           |                  |                                 |                                       |             |

### 3. évad (2017-2018)
| Sor. | Év. | Cím                                                                 | Rendező           | Író                                                                    | Premier                              | Nézettség   |
| --- | --- | ------------------------------------------------------------------- | ----------------- | ---------------------------------------------------------------------- | ------------------------------------ | ----------- |
| 32. | 1.  | Szárnyaszegetten (They're Back, Aren't They?)                       | Karen Gaviola     | Ildy Modrovich                                                         | 2017. október 2. 2018. április 3.    | 3,92 millió |
| Lucifer próbálja megszokni az új kiegészítőit. Eközben Marcus Pierce hadnagy nehezen találja a közös hangot új munkatársaival.                                              |     |                                                                     |                   |                                                                        |                                      |             |
| 33. | 2.  | Kis emberek kis bottal (The One with the Baby Carrot)               | Louis Milito      | Joe Henderson                                                          | 2017. október 9. 2018. április 3.    | 3,33 millió |
| Miközben Lucifer és Chloe új ügyön dolgozik, Pierce múltja kerül a középpontba. Linda aggódik, hogy kedvenc betege elhanyagolja magát.                                      |     |                                                                     |                   |                                                                        |                                      |             |
| 34. | 3.  | Mr. és Mrs. Mazikeen Smith (Mr. & Mrs. Mazikeen Smith)              | Tara Nicole Weyr  | Joe Henderson és Alex Katsnelson                                       | 2017. október 16. 2018. április 10.  | 3,19 millió |
| Miután Maze lelép, mert szüksége van egy kis környezetváltozásra, Chloe attól tart, hogy egy különös idegen sötét tervet sző.                                               |     |                                                                     |                   |                                                                        |                                      |             |
| 35. | 4.  | Mit tenne Lucifer? (What Would Lucifer Do?)                         | Eagle Egilsson    | Jason Ning                                                             | 2017. október 23. 2018. április 10.  | 3,26 millió |
| Miközben Chloe próbálja megérteni Pierce érzéseit, egy felsőkategóriás reformprogramban dolgozó fiatal gondozó halála után nyomoz Luciferrel.                               |     |                                                                     |                   |                                                                        |                                      |             |
| 36. | 5.  | Isten hozott, Charlotte Richards (Welcome Back, Charlotte Richards) | Nathan Hope       | Chris Rafferty                                                         | 2017. október 30. 2018. április 17.  | 3,37 millió |
| Miközben Lucifer és Chloe egy élelmiszervegyész halálát vizsgálja, megjelenik egy alak a múltból — a védőügyvéd Charlotte Richards.                                         |     |                                                                     |                   |                                                                        |                                      |             |
| 37. | 6.  | Angyalok és agyrémek (Vegas with Some Radish)                       | Karen Gaviola     | Ildy Modrovich és Sheri Elwood                                         | 2017. november 6. 2018. április 17.  | 3,48 millió |
| Lucifer és Ella a bűn városában nyomoz egy régi barát eltűnésével kapcsolatban. Ezalatt Chloe és Linda otthon kiereszti a fáradt gőzt.                                      |     |                                                                     |                   |                                                                        |                                      |             |
| 38. | 7.  | Élet a pokolban (Off the Record)                                    | Eduardo Sánchez   | Chris Rafferty és Mike Costa                                           | 2017. november 13. 2018. április 24. | 3,58 millió |
| Amikor egy kíváncsi újságíró hirtelen elkezd érdeklődni Lucifer élete iránt, Maze elgondolkodik rajta, hogy vajon milyen hátsó szándék vezérli.                             |     |                                                                     |                   |                                                                        |                                      |             |
| 39. | 8.  | Cipő és cilinder (Chloe Does Lucifer)                               | Louis Milito      | Julia Fontana                                                          | 2017. november 20. 2018. április 24. | 3,26 millió |
| Chloe beépül, hogy kinyomozzon egy celebtárskereső alkalmazáshoz kötődő gyilkosságot, miközben Lucifer a távolból segít neki.                                               |     |                                                                     |                   |                                                                        |                                      |             |
| 40. | 9.  | A kárhozott (The Sinnerman)                                         | Marisol Adler     | Jenn Kao                                                               | 2017. december 4. 2018. május 8.     | 3,39 millió |
| Lucifer rájön, hogy egyre többen meghalnak azok közül, akiket támogatott. A nyomozása során végül szemtől szembe kerül a Bűnösemberrel.                                     |     |                                                                     |                   |                                                                        |                                      |             |
| 41. | 10. | Az első gyilkos (The Sin Bin)                                       | Greg Beeman       | Sheri Elwood                                                           | 2017. december 11. 2018. május 8.    | 3,36 millió |
| A Bűnösember továbbra is sok bosszúságot okoz Lucifemek, miközben újabb élet kerül veszélybe. Trixie véletlenül találkozik Charlotte-tal.                                   |     |                                                                     |                   |                                                                        |                                      |             |
| 42. | 11. | Angyalok városa (City of Angels?)                                   | Mark Tonderai     | Jason Ning és Jenn Kao                                                 | 2018. január 1. 2018. május 15.      | 3,11 millió |
| Visszatekintő epizód, amiben Lucifer segít Amenadielnek megbirkózni a Los Angeles i különcségekkel, miközben Chloe és Dan egy MMA-sporloló meggyilkolásának ügyében nyomoz. |     |                                                                     |                   |                                                                        |                                      |             |
| 43. | 12. | Cloe nap (All About Her)                                            | Tara Nicole Weyr  | Alex Katsnelson                                                        | 2018. január 22. 2018. május 15.     | 3,77 millió |
| Miután rájön Pierce személyazonosságára és nehéz helyzetére, Lucifer felajánlja neki a segítségét. Eközben Amenadiel személyes ügyben jár el.                               |     |                                                                     |                   |                                                                        |                                      |             |
| 44. | 13. | Míg a halál el nem választ (Til Death Do Us Part)                   | Sherwin Shilati   | Mike Costa                                                             | 2018. január 29. 2018. május 22.     | 3,67 millió |
| Míg Lucifer és Pierce beépül, hogy lenyomozzanak egy drogügyekben is érintett gyilkost, Maze-ben újfajta érzések ébrednek egy régi ellensége iránt.                         |     |                                                                     |                   |                                                                        |                                      |             |
| 45. | 14. | Testvériség (My Brother's Keeper)                                   | Claudia Yarmy     | Joe Henderson és Jason Ning                                            | 2018. február 5. 2018. május 22.     | 3,71 millió |
| Miközben egy gyémánttolvaj halálát vizsgálják, Chloe és Lucifer váratlan gyanúsítottra bukkan. Közben Charlotte megsérti Lindát az egyik kérésével.                         |     |                                                                     |                   |                                                                        |                                      |             |
| 46. | 15. | Pomádé (High School Poppycock)                                      | Louis Milito      | Chris Rafferty és Jen Graham Imada                                     | 2018. február 26. 2018. május 29.    | 3,18 millió |
| Meggyilkolnak egy regényírót, akinek a szereplői a múltjából ismert embereket mintáznak. Lucifer gyanúsítottakat keres az áldozat volt középiskolai osztálytársai között.   |     |                                                                     |                   |                                                                        |                                      |             |
| 47. | 16. | Nyúl a poklon túl (Infernal Guinea Pig)                             | Eagle Egilsson    | Jenn Kao és Julia Fontana                                              | 2018. március 5. 2018. május 29.     | 3,13 millió |
| Chloe-t Tinsel Town sötét bugyraiba vezeti egy gyilkossági eset. Lucifer azt tervezi, hogy Káint más irányba vezeti, amikor Amenadiel és Maze is csatlakozik a mókához.     |     |                                                                     |                   |                                                                        |                                      |             |
| 48. | 17. | Szóljon hangosan az ének (Let Pinhead Sing!)                        | Alrick Riley      | Ildy Modrovich és Sheri Elwood                                         | 2018. március 12. 2018. június 5.    | 2,97 millió |
| Lucifer és Chloe tűzvonalba kerül, amikor egy énekes szupersztárt akarnak megvédeni. Charlotte próbálja megbékíteni a civakodókat.                                          |     |                                                                     |                   |                                                                        |                                      |             |
| 49. | 18. | A végső szívhasadás (The Last Heartbreak)                           | Hanelle Culpepper | Alex Katsnelson és Mike Costa                                          | 2018. március 19. 2018. június 5.    | 3,23 millió |
| Chloe és Lucifer egy szerelmespárokra vadászó gyilkos után nyomoz. Pierce gyanítja, hogy az ügynek köze lehet a múltjához.                                                  |     |                                                                     |                   |                                                                        |                                      |             |
| 50. | 19. | Démoni hajsza (Orange Is the New Maze)                              | Nathan Hope       | Jenn Kao                                                               | 2018. március 26. 2018. június 12.   | 3,19 millió |
| Lucifer és Chloe újabb gyilkossági ügyben nyomoz, amiben ismerős a gyanúsított. Maze próbál változtatni a helyzetén, Charlotte pedig fontos felfedezést tesz.               |     |                                                                     |                   |                                                                        |                                      |             |
| 51. | 20. | San Bernardino angyala (The Angel of San Bernardino)                | Tara Nicole Weyr  | Jason Ning                                                             | 2018. április 16. 2018. június 12.   | 3,18 millió |
| Egy gyilkosság szemtanúja pontos képet fest az életét megmentő őrangyalról, amitől Lucifer paranoiás lesz. Chloe és Pierce kapcsolata fordulóponthoz érkezik.               |     |                                                                     |                   |                                                                        |                                      |             |
| 52. | 21. | Az ördög mindenkinél jobb (Anything Pierce Can Do I Can Do Better)  | Jim Vickers       | Alex Katsnelson                                                        | 2018. április 23. 2018. június 19.   | 2,82 millió |
| Egy prímabalerina gyilkosságát követően Lucifer segít Chloénak a gyanúsított után nyomozni, miközben próbálja elterelni a nő figyelmét Pierce-ről.                          |     |                                                                     |                   |                                                                        |                                      |             |
| 53. | 22. | Nászok ászai (All Hands on Decker)                                  | Eduardo Sánchez   | Sheri Elwood                                                           | 2018. április 30. 2018. június 19.   | 2,84 millió |
| Lucifer és Dan egy kutyakiállítással kapcsolatos gyilkosság ügyében nyomoz. Chloe és a barátai megünneplik a nagy döntését, de a kételyeket nehéz figyelmen kívül hagyni.   |     |                                                                     |                   |                                                                        |                                      |             |
| 54. | 23. | A múlt nyomában (Quintessential Deckerstar)                         | Claudia Yarmy     | Ildy Modrovich                                                         | 2018. május 7. 2018. június 26.      | 2,90 millió |
| Lucifer és Chloe egy nő halála ügyében nyomoz, de az ügy aggasztó fordulatot vesz. Egy telefonhívás sokkolja Lucifert.                                                      |     |                                                                     |                   |                                                                        |                                      |             |
| 55. | 24. | Szavatartó ördög (A Devil of My Word)                               | Eagle Egilsson    | Joe Henderson                                                          | 2018. május 14. 2018. június 26.     | 3,20 millió |
| Egy szörnyű veszteség után Lucifer és Chloe meg akarja keresni a felelősöket. Maze egy régi barátságot szeretne helyrehozni.                                                |     |                                                                     |                   |                                                                        |                                      |             |
| 56. | 25. | Fúj normális (Boo Normal)                                           | Lisa Demaine      | Jen Graham Imada                                                       | 2018. május 28. 2018. július 3.      | 2,42 millió |
| Lucifer egy gyerekpszichiáter halálával kapcsolatban nyomoz. Közben Ellát a gyerekkora őrzött titkával kapcsolatba elmélkedik.                                              |     |                                                                     |                   |                                                                        |                                      |             |
| 57. | 26. | Egyszer volt, hol nem volt (Once Upon a Time)                       | Kevin Alejandro   | Történet: Ricardo Lopez Jr. Tévéjáték: Ildy Modrovich és Joe Henderson | 2018. május 28. 2018. július 3.      | 2,42 millió |
| Egy alternatív dimenzióban Lucifer megtapasztalja, milyen lett volna az élete, ha sohasem találkozik Chloéval.                                                              |     |                                                                     |                   |                                                                        |                                      |             |

### 4. évad (2019)
| Sor. | Év. | Cím                                                                                         | Rendező             | Író              | Premier                                                       |
| --- | --- | ------------------------------------------------------------------------------------------- | ------------------- | ---------------- | ------------------------------------------------------------- |
| 58. | 1.  | Minden rendben (Everything's Okay)                                                          | Sherwin Shilati     | Joe Henderson    | 2019. május 8. 2025. szeptember 2. (Viasat 3)                 |
| Chloe egy méhész meggyilkolásának ügyében nyomoz Luciferrel és állítja, hogy köszöni szépen, részéről teljesen rendben van, hogy Lucifer felfedte előtte ördögi arcát.    |     |                                                                                             |                     |                  |                                                               |
| 59. | 2.  | Nem pont úgy van ám, mint az Isteni színjátékban! (Somebody's Been Reading Dante's Inferno) | Sam Hill            | Ildy Modrovich   | 2019. május 8. 2025. szeptember 3. (Viasat 3)                 |
| Chloe és Lucifer egy valóságshow forgatásán ered a gyilkos után. Kinley atya mihamarabb szeretné véghezvinni tervét. Amenadiel átgondolja az otthonról alkotott nézeteit. |     |                                                                                             |                     |                  |                                                               |
| 60. | 3.  | Mi Atyánk, kishitű vagy (O, Ye of Little Faith, Father)                                     | Jessika Borsiczky   | Jason Ning       | 2019. május 8. 2025. szeptember 4. (Viasat 3)                 |
| Egy ex-bandatag meggyilkolása még sötétebb tettet takar. Lucifer rájön, hogy Chloe hazudik neki. Dan és Maze átmennek rosszfiúba. Linda készül a közelgő anyaságra.       |     |                                                                                             |                     |                  |                                                               |
| 61. | 4.  | Bármit megteszek Éváért (All About Eve)                                                     | Sherwin Shilati     | Chris Rafferty   | 2019. május 8. 2025. szeptember 8. (Viasat 3)                 |
| Amikor egy ékszertervezőt meggyilkolnak, Lucifer és Chloe próbálják egymás segítsége nélkül megoldani az ügyet. Lucifer újra találkozik régi szerelmével.                 |     |                                                                                             |                     |                  |                                                               |
| 62. | 5.  | Hullamerev (Expire Erect)                                                                   | Viet Nguyen         | Mike Costa       | 2019. május 8. 2025. szeptember 9. (Viasat 3)                 |
| Miután egy veterán autókat gyűjtő férfit megölnek, Lucifer és Chloe a tettest keresik -és a kapcsolatuk lezárását is.                                                     |     |                                                                                             |                     |                  |                                                               |
| 63. | 6.  | Szexnadrággal a melóba (Orgy Pants to Work)                                                 | Louis Milito        | Aiyana White     | 2019. május 8. 2025. szeptember 10. (Viasat 3)                |
| Miközben Lucifer és Chloe keresik a kapcsolatot egy megölt auditor és egy nudista közösség között, Amenadiel váratlan látogatót kísérget a városban.                      |     |                                                                                             |                     |                  |                                                               |
| 64. | 7.  | Ördögi kör (Devil Is as Devil Does)                                                         | Richard Speight Jr. | Jen Graham Imada | 2019. május 8. 2025. szeptember 11. (Viasat 3) 2019. május 8. |
| Eve egyre aktívabb szerepet vállal szerelme szakmai életében. Eközben Lucifer visszatér a kezdetekhez és Amenadiel a családjáért harcol.                                  |     |                                                                                             |                     |                  |                                                               |
| 65. | 8.  | Rossz pasi (Super Bad Boyfriend)                                                            | Claudia Yarmy       | Jason Ning       | 2019. május 8. 2025. szeptember 15. (Viasat 3)                |
| Lucifer és Chloe egy tanár megölésének ügyében nyomoz. Ezalatt Lucifer mindent bevetve próbálja meggyőzni Eve-et, hogy a nő dobja őt, míg Amenadiel egy kamaszt mentorál. |     |                                                                                             |                     |                  |                                                               |
| 66. | 9.  | Lucifer megváltása (Save Lucifer)                                                           | Lisa Demaine        | Joe Henderson    | 2019. május 8. 2025. szeptember 16. (Viasat 3)                |
| Lucifer isteni mivoltának megjelenése aggasztja Chloet, de inkább a fizikai átalakulása borítja ki. Maze tanácsot ad Eve-nek.                                             |     |                                                                                             |                     |                  |                                                               |
| 67. | 10. | Íme a pokol királya (Who's da New King of Hell?)                                            | Eagle Egilsson      | Ildy Modrovich   | 2019. május 8. 2025. szeptember 17. (Viasat 3)                |
| Los Angelesben elszabadulnak a gyilkos démonok; Lucifernek uralnia kell a káoszt és megvédenie a számára legfontosabb embereket.                                          |     |                                                                                             |                     |                  |                                                               |

### 5. évad (2020-2021)
| Sor. | Év.     | Cím                                                                        | Rendező             | Író                                                                                     | Premier                                                                 |
| 1. rész | 1. rész | 1. rész                                                                    | 1. rész             | 1. rész                                                                                 | 1. rész                                                                 |
| --- | ------- | -------------------------------------------------------------------------- | ------------------- | --------------------------------------------------------------------------------------- | ----------------------------------------------------------------------- |
| 68. | 1.      | Nagyon szomorú ördög (Really Sad Devil Guy)                                | Eagle Egilsson      | Jason Ning                                                                              | 2020. augusztus 21. 2020. augusztus 21. 2025. szeptember 18. (Viasat 3) |
| Chloe és Maze egy haláleset után nyomoz. Lucifer közben eljátszadozik az áldozattal. Amenadiel rendet tesz a klubban. Linda szerint a gyereke egy zseni.          |         |                                                                            |                     |                                                                                         |                                                                         |
| 69. | 2.      | Lucifer! Lucifer! Lucifer! (Lucifer! Lucifer! Lucifer!)                    | Sherwin Shilati     | Ildy Modrovich                                                                          | 2020. augusztus 21. 2020. augusztus 21.                                 |
| Miután egy örökkévalóságot töltött a pokolban, Lucifer visszatér az élők közé, de mintha valami nem stimmelne a szívdöglesztő pokolfajzattal.                     |         |                                                                            |                     |                                                                                         |                                                                         |
| 70. | 3.      | Diablo (¡Diablo!)                                                          | Claudia Yarmy       | Mike Costa                                                                              | 2020. augusztus 21. 2020. augusztus 21.                                 |
| Lucifer — ezúttal az igazi — segít Chloénak kinyomozni egy gyilkosságot, amit a saját életéről szóló filmsorozat forgatásán követtek el.                          |         |                                                                            |                     |                                                                                         |                                                                         |
| 71. | 4.      | A csirke a végén mindig megszívja (It Never Ends Well for the Chicken)     | Viet Nguyen         | Aiyana White                                                                            | 2020. augusztus 21. 2020. augusztus 21.                                 |
| 1946-ban járunk. A világ fekete-fehér. Lucifer a saját detektívtörténetének főszereplője, az ismerős karakterek pedig új szerepekben jelennek meg.                |         |                                                                            |                     |                                                                                         |                                                                         |
| 72. | 5.      | Amenadiel nyomozó (Detective Amenadiel)                                    | Sam Hill            | Joe Henderson                                                                           | 2020. augusztus 21. 2020. augusztus 21.                                 |
| Amenadiel segít Chloénak felderíteni egy apáca váratlan halálának körülményeit. Lucifer Dan segítségére siet. Linda mesél életének egy fájdalmas döntéséről.      |         |                                                                            |                     |                                                                                         |                                                                         |
| 73. | 6.      | Fordulat (BluBallz)                                                        | Richard Speight Jr. | Jen Graham Imada                                                                        | 2020. augusztus 21. 2020. augusztus 21.                                 |
| Egy híres DJ-t halálos áramütés ér a színpadon. Miközben Chloe a gyilkos után kutat, felbukkan egy régi szerelme. Lucifer próbálja elnyomni kínzó féltékenységét. |         |                                                                            |                     |                                                                                         |                                                                         |
| 74. | 7.      | Vonzerő (Our Mojo)                                                         | Nathan Hope         | Julia Fontana                                                                           | 2020. augusztus 21. 2020. augusztus 21.                                 |
| A románc letaglózó mellékhatása miatt Lucifer teljesen kikészül. Az új pár egy szokatlan módszerekkel dolgozó gyilkost üldöz.                                     |         |                                                                            |                     |                                                                                         |                                                                         |
| 75. | 8.      | Vigyázat, spoiler! (Spoiler Alert)                                         | Kevin Alejandro     | Chris Rafferty                                                                          | 2020. augusztus 21. 2020. augusztus 21.                                 |
| Chloe megtudja, hogy egy sorozatgyilkos alighanem „kidekorálta" a bűntetteit. Amenadiel aggódik a fia egészsége miatt. Pete sok mindent elárul Ellának.           |         |                                                                            |                     |                                                                                         |                                                                         |
| 2. rész |         |                                                                            |                     |                                                                                         |                                                                         |
| 76. | 9.      | Családi vacsora (Family Dinner)                                            | Nathan Hope         | Joe Henderson                                                                           | 2021. május 28. 2021. május 28.                                         |
| 77. | 10.     | Átkozott mennyei karaokeparti (Bloody Celestial Karaoke Jam)               | Sherwin Shilati     | Ildy Modrovich                                                                          | 2021. május 28. 2021. május 28.                                         |
| 78. | 11.     | Ördögi arc (Resting Devil Face)                                            | Bola Ogun           | Történet: Mira Z. Barnum, Joshua Duckworth és Ricardo Lopez Jr. Tévéjáték: Aiyana White | 2021. május 28. 2021. május 28.                                         |
| 79. | 12.     | Daniel Espinoza, csupaszon és rettegve (Daniel Espinoza: Naked and Afraid) | Greg Beeman         | Mike Costa                                                                              | 2021. május 28. 2021. május 28.                                         |
| 80. | 13.     | Egy kis ártatlan leskelődés (A Little Harmless Stalking)                   | Richard Speight Jr. | Julia Fontana és Jen Graham Imada                                                       | 2021. május 28. 2021. május 28.                                         |
| 81. | 14.     | Semmi sem tart örökké (Nothing Lasts Forever)                              | Lisa Demaine        | Chris Rafferty                                                                          | 2021. május 28. 2021. május 28.                                         |
| 82. | 15.     | Tényleg így ér véget? (Is This Really How It's Going To End?!)             | Ildy Modrovich      | Jason Ning                                                                              | 2021. május 28. 2021. május 28.                                         |
| 83. | 16.     | Boldogan élünk, míg…? (A Chance at a Happy Ending)                         | Karen Gaviola       | Joe Henderson és Ildy Modrovich                                                         | 2021. május 28. 2021. május 28.                                         |

### 6. évad (2021)
| Sor. | Év. | Cím                                                                            | Rendező             | Író                             | Premier                                   |
| ---- | --- | ------------------------------------------------------------------------------ | ------------------- | ------------------------------- | ----------------------------------------- |
| 84.  | 1.  | Itt semmi sem változik (Nothing Ever Changes Around Here)                      | Kevin Alejandro     | Mike Costa                      | 2021. szeptember 10. 2021. szeptember 10. |
| 85.  | 2.  | A múlt terhe (Buckets of Baggage)                                              | Richard Speight Jr. | Jen Graham Imada                | 2021. szeptember 10. 2021. szeptember 10. |
| 86.  | 3.  | Subidubidú (Yabba Dabba Do Me)                                                 | Nathan Hope         | Joe Henderson                   | 2021. szeptember 10. 2021. szeptember 10. |
| 87.  | 4.  | Találd el a papa farkát! (Pin the Tail on the Baddie)                          | Viet Nguyen         | Carly Woodworth                 | 2021. szeptember 10. 2021. szeptember 10. |
| 88.  | 5.  | Lucifer Morningstar megölése (The Murder of Lucifer Morningstar)               | Lisa Demaine        | Lloyd Gilyard Jr.               | 2021. szeptember 10. 2021. szeptember 10. |
| 89.  | 6.  | Még sokkal piszkosabb (A Lot Dirtier Than That)                                | Claudia Yarmy       | Ildy Modrovich                  | 2021. szeptember 10. 2021. szeptember 10. |
| 90.  | 7.  | Álljon meg a nászmenet! (My Best Fiend)                                        | Nathan Hope         | Julia Fontana                   | 2021. szeptember 10. 2021. szeptember 10. |
| 91.  | 8.  | Ha az ördög megmenekül, a világ is megmenekül (Save the Devil, Save the World) | DB Woodside         | Aiyana White                    | 2021. szeptember 10. 2021. szeptember 10. |
| 92.  | 9.  | Isten veled, Lucifer! (Goodbye, Lucifer)                                       | Karen Gaviola       | Chris Rafferty                  | 2021. szeptember 10. 2021. szeptember 10. |
| 93.  | 10. | Örök társak (Partners 'Til the End)                                            | Sherwin Shilati     | Joe Henderson és Ildy Modrovich | 2021. szeptember 10. 2021. szeptember 10. |